# Hinterberg, Hüttenberg
Hinterberg je naselje v Občini Hüttenberg v Okraju Šentvid ob Glini na Koroškem v Avstriji.